# العربي نصرة
العربي بن الحبيب نصرة (15 يناير 1947 - 8 أغسطس 2024)، رجل أعمال تونسي ورئيس حزب صوت شعب تونس وباعث قناة حنبعل التلفزية.

## رجل الأعمال
عرف نصرة أساسا من خلال إطلاقه لحنبعل كأول قناة تلفزية تونسية خاصة التي أعطيت لها الرخصة في 13 فيفري 2004 وانطلقت في البث العام الموالي. ألقي عليه القبض مع ابنه بتهمتي التآمر على أمن الدولة والخيانة العظمى  يوم 23 جانفي 2011 أياما بعد هروب بن علي على خلفية بث قناته لإشاعات حول الوضع الأمني في البلاد ووجود قناصة وميليشيات وبلاغات وهمية لاستغاثات مواطنين لكنه أطلق سراحه بعد أقل من 24 ساعة.

## السياسي
بدى طموح نصرة السياسي واضحا منذ عودته للنشاط بعد إيقافه فظهر في قناته في استقبالات ولقاءات مع عدة قادة سياسين على خلفية موسيقى كلاسيكية لإعطاء طابع رسمي لها كما وقع بث عدة روبرتاجات للمواطنين في مناطق فقيرة يناشدونه ويعددون خصاله ويشكرون تدخلاته لفائدتهم. لقي طموح نصرة موجة من السخرية من طرف التونسيين الذين أطلقوا حملة ضده في المواقع الاجتماعية  لم تتوقف إلا مع اختفاء الروبرتاجات من القناة.
أسس نصرة في أوت 2013 حزب حركة الجمهورية التي ضمت 11 نائبا من المجلس التأسيسي. اختير نصرة لرئاسة الحزب إلا أنه أقيل من المنصب في أفريل 2014 من طرف المكتب السياسي بسبب «قراراته أحادية الجانب وتجاوزاته المتكررة لصلاحيات المكتب السياسي» حسب النائب رمضان دغماني ، فأسس حزب صوت شعب تونس الذي تحصل على التأشيرة القانونية في 5 جوان 2014 وضم ستة نواب في التأسيسي. قدم الحزب 24 قائمة في الانتخابات التشريعية  دون الحصول على أي مقعد. أعلن ترشحه للانتخابات الرئاسية بشكل رسمي يوم 10 جويليه 2014. وقدم ملفه للهيئة العليا المستقلة للانتخابات في 8 سبتمبر 2014  بعد تحصله على تزكية 10 نواب من التأسيسي وهم وسام ياسين وعبد الستار الضيفي ورمضان الدغماني وجلال فرحات وفتحي اللطفي وحسن الرضواني وإبراهيم حامدي ولطفي بن مصباح ومولدي الزيدي وإبراهيم القصاص. تحصل نصرة على مايعادل 0,20% من الأصوات ودعى للتصويت للباجي قائد السبسي في الدور الثاني.

## وفاته
توفي يوم الخميس 8 أوت 2024، عن عمر يناهز الـ77 سنة.